# Orcera
Orcera è un comune spagnolo di 2 177 abitanti situato nella comunità autonoma dell'Andalusia.